# Gare d’Orléans
Gare d’Orléans – stacja kolejowa w Orleanie, w Regionie Centralnym, we Francji. Znajduje się tu 5 peronów.